# George P. Wetmore
George P. Wetmore (London, 1846. augusztus 2. – Boston, 1921. szeptember 11.) az Amerikai Egyesült Államok szenátora (Rhode Island, 1895–1907 és 1908–1913).